# ساوانا (کالیفرنیا)
ساوانا (به انگلیسی: Savannah) یک منطقهٔ مسکونی در ایالات متحده آمریکا است که در شهرستان لس‌آنجلس، کالیفرنیا واقع شده‌است. ساوانا ۸۴ متر بالاتر از سطح دریا واقع شده‌است.